# جيمس سميث (سياسي كندي، مواليد 1806)
جيمس سميث هو قاضي ومحامي وسياسي كندي، ولد في 16 مايو 1806، وتوفي في 29 نوفمبر 1868.